# グロッタフェッラータ
グロッタフェッラータ（伊: Grottaferrata）は、イタリア共和国ラツィオ州ローマ県にある、人口約20,000人の基礎自治体（コムーネ）。
カステッリ・ロマーニと総称される都市のひとつ。

## 地理

### 位置・広がり
ローマ県中部のコムーネ。

#### 隣接コムーネ
隣接するコムーネは以下の通り。
- カステル・ガンドルフォ
- チャンピーノ
- フラスカーティ
- マリーノ
- モンテ・ポルツィオ・カトーネ
- モンテ・コンパトリ
- ロッカ・ディ・パーパ
- ローマ

### 気候分類・地震分類
グロッタフェッラータにおけるイタリアの気候分類 (it) および度日は、zona D, 1801 GGである。
また、イタリアの地震リスク階級 (it) では、zona 2B (sismicità media) に分類される。

## 行政

### 山岳部共同体
広域行政組織である山岳部共同体 Comunità montana Castelli Romani e Prenestini  (it) に属する。

### 分離集落
グロッタフェッラータには、以下の分離集落（フラツィオーネ）がある。
- Ad Decimum, Molara, Squarciarelli, Valle Marciana, Valleviolata

## 姉妹都市
- ヴァンドゥーヴル＝レ＝ナンシー、フランス
- パトモス (en) 、ギリシャ
- ポッツオーロ・デル・フリウーリ、イタリア - 2017